# Невен Дюмон, Альфред
Альфред Франц Август Невен Дюмон ( нем. Alfred Franz August Neven DuMont( 29 марта 1927 года, Кёльн- 30 мая 2015 года, Рёсрат-Форсбах)— немецкий издатель. Меценат. Автор нескольких романов. Руководитель медиакомпании «Группа М.Дюмон Шауберг» (Gruppe M. DuMont Schauberg), редактор журнала «Магнум»,  газеты «Kölner Stadt-Anzeiger» (Кёльнер Штадт Анцайгер) и др.

## Биография
Альфред Невен Дюмон был сыном газетного издателя Курта Невена Дюмона и его жены Габриэль, дочери художника Франца фон Ленбаха. У него было две сестры (Сильвия и Майелла) и брат Рейнхольд, в будущем — владелец издательства Kiepenheuer & Witsch. Летом 1941 года мать и дети покинули разбомбленный Кёльн и укрылись в Мюнхене, в доме дедушки Франца фон Ленбаха. Отец остался в Кёльне, так как не мог оставить предприятие, мать постоянно курсировала между двумя городами.
Альфред Невен Дюмон изучал философию, историю и литературу в Мюнхене, а также журналистику в Школе журналистики Медилла Северо-Западного университета в Чикаго.

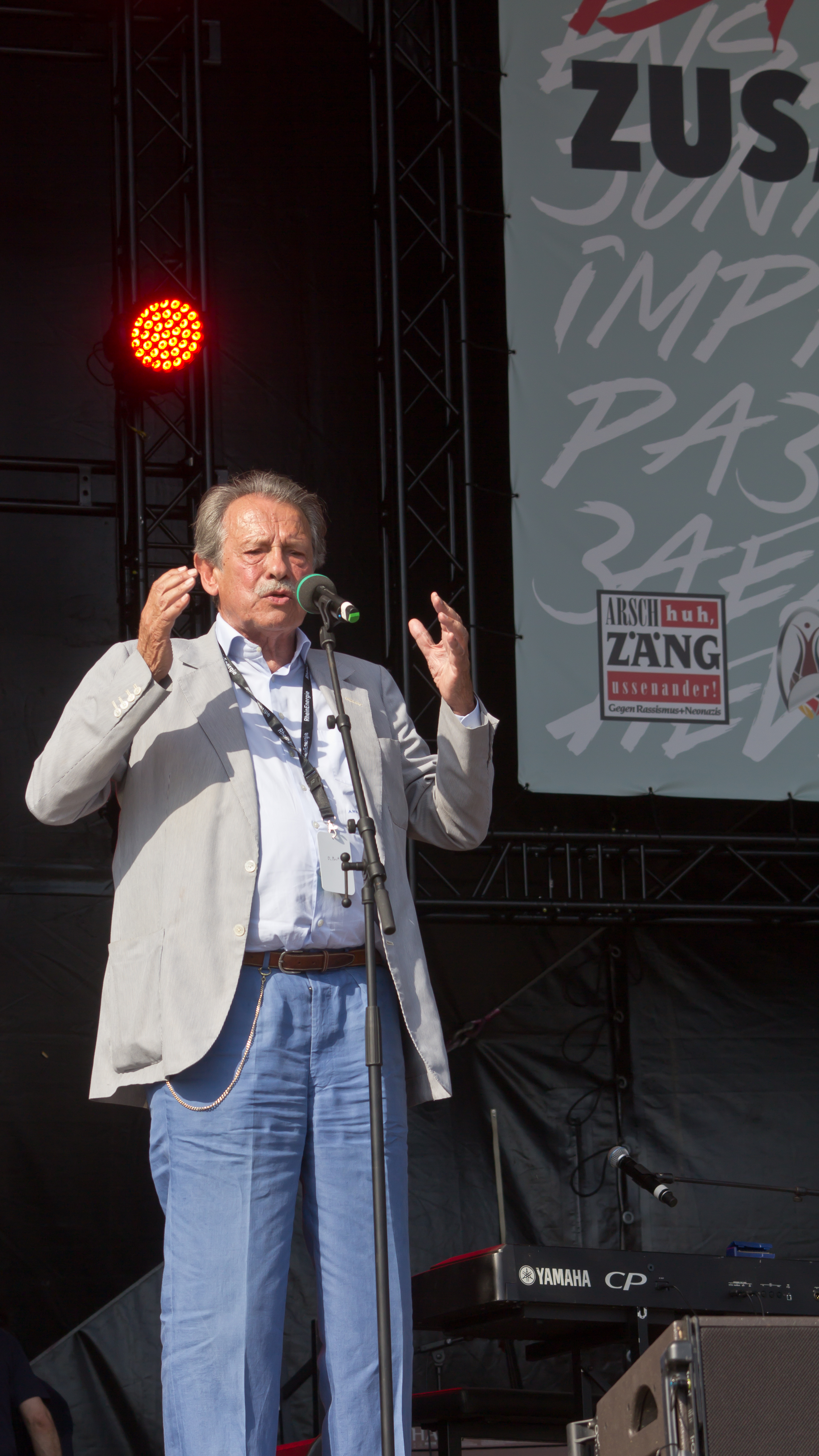
Альфред Невен Дюмон

В 1953 году он начал работать в издательстве «М. Дюмон Шауберг». В то время в компании работали его отец Курт и дядя Август Невен Дюмон.
Альфред Невен Дюмон постепенно занял место своего отца и с начала 1960-х вместе со своим партнером Дитером Шютте (зять Августа Невена Дюмона) преобразовал издательство в медиакомпанию «Gruppe M. DuMont Schauberg».
С 1957 по 1966 год он был редактором культурного журнала «Мagnum».
В 1964 году Невен Дюмон основал ежедневную газету «Express» и был её единственным издателем с 1967 года. Кроме того, с 1967 года он был единственным редактором ежедневной газеты «Kölner Stadt-Anzeiger», которая поныне выходит с самым большим тиражом в регионе Кёльн-Бонн.
В 1980—1984 годы он был президентом Федеральной ассоциации газетных издателей Германии, а с 1990 по 1998 год — президентом Торгово-промышленной палаты Кёльна. Региональная независимая газета «Kölnische Rundschau» с 1 января 1999 года также издается DuMont-Verlag.
Невен Дюмон также действовал за пределами Северного Рейна-Вестфалии. С 1991 года он был редактором «Mitteldeutsche Zeitung» (Миттельдойче цайтунг), а с 2001 года он был почётным профессором медиа-политики и медиа-экономики в Институте медиа и коммуникационных исследований Университета Мартина Лютера в Галле-Виттенберге.
С 1990 года Невен Дюмон был председателем наблюдательного совета в группе «М. DuMont Schauberg».
В 2006 году издательский дом приобрёл контрольный пакет (51 %) в издательском доме «Frankfurter Rundschau». Был его редактором до 31 октября, с 1 ноября 2009 по ноябрь 2010 эту должность занимал его сын Константин.
Невен Дюмон умер в 30 мая 2015 года в городке Рёсрат под Кёльном. Панихида состоялась 9 июня 2015 года в Кёльнском соборе. Похоронен в могиле своего сына Маркуса на кельнском кладбище Мелатен (коридор 69).
Невен Дюмон был коллекционером произведений искусства и особенно предпочитал произведения Василия Кандинского.
В 1955 году он выступал в роли принца Карнавала («Альфред I») в Кёльнской карнавальной троице (Принц, Дева, Крестьянин).
В 1994 году издал свой первый роман «Сон Абеля» под псевдонимом Франц Недум, который не имел успеха у критиков и публики. В 2009 и 2011 годах он опубликовал еще два романа под своим настоящим именем.

## Семья
Невен Дюмон был женат на принцессе  Хедвиг фон Ауэршперг (дочь князя Карла фон Ауэршперга). У супругов было трое детей: сын Маркус Невен Дюмон (1967–1995), дочь Изабелла Невен Дюмон (1968) и сын Константин Невен Дюмон (1969). Маркус позже называл себя Спиридоном Невен Дюмоном и в последние годы жизни работал художником. Ему посвящена премия Спиридона Невена Дюмона, учреждённая супружеской парой Невен Дюмон для поддержки молодых художников Художественной академии медиа Кёльна (KHM). В России Спиридон пока остается малоизвестным художником.

## Награды
- 1986: награжден орденом «За заслуги перед государством Северный Рейн-Вестфалия».[8]
- 1988: Большой крест за заслуги перед со звездой ордена за заслуги перед Федеративной Республикой Германия[9]
- 2001: Почётный гражданин города Кёльна.[10]

## Произведения
Franz Nedum: Abels Traum, Roman einer Jugend. Mitteldeutscher Verlag, Halle 1994, ISBN 3-354-00859-8.
Alfred Neven DuMont: Reise zu Lena. DuMont, Köln 2010, ISBN 978-3-8321-6129-3.
Alfred Neven DuMont: Vaters Rückkehr. Roman. Hoffmann und Campe, Hamburg 2011, ISBN 978-3-455-40348-0.
Alfred Neven DuMont (Hrsg.): Jahrgang 1926/27 – Erinnerungen an die Jahre unter dem Hakenkreuz. DuMont, Köln 2007, ISBN 978-3-8321-8059-1.
Joachim Frank (Autor), Alfred Neven DuMont (Hrsg.): Wie kurieren wir die Kirche? Katholisch sein im 21. Jahrhundert. DuMont, Köln 2013, ISBN 978-3-8321-9739-1 (Erschien 2015 erstmals als Taschenbuch).
Alfred Neven DuMont: Drei Mütter. Roman. Hoffmann und Campe, Hamburg 2013, ISBN 978-3-455-40421-0.
Alfred Neven DuMont: Mein Leben. Die Jahre 1927 bis 1968. DuMont, Köln 2015, ISBN 978-3-8321-9808-4.